# Jacopo Stefaneschi
Jacopo Caetani degli Stefaneschi (c. 1270 – 23 de junho de 1343) foi um cardeal diácono italiano da Igreja Católica.

## Vida
Giacomo era filho do senador Pietro Stefaneschi e sua esposa, Perna Orsini. Nasceu em Roma; seu ano de nascimento é contestado, com historiadores colocando-o em 1260 ou 1260.
Stefaneschi recebeu sua educação inicial em Roma, e foi enviado para a Universidade de Paris para prosseguir estudos superiores. Após três anos recebeu o grau de Mestre em Artes, e pretendia dedicar-se ao estudo da filosofia e da Sagrada Escritura, tendo já começado a lecionar na universidade, quando seus pais o chamaram para a Itália, a fim de que ele estudasse direito canônico e civil.
O Papa Celestino V fez de Stefaneschi cônego de São Pedro e auditor da Rota. Ele foi criado cardeal-diácono da Igreja titular de San Giorgio in Velabro em 17 de dezembro de 1295 pelo Papa Bonifácio VIII, que também o enviou como legado para Cesena, Forlì, Faenza e Bolonha em 1296 para suprimir distúrbios civis. O Papa João XXII nomeou-o protetor dos minoritas em 23 de julho de 1334. Nunca foi ordenado sacerdote.
Stefaneschi morreu em Avignon em 23 de junho de 1343.

## Obras

### Opus Metricum
Stefaneschi é mais conhecido como o autor do Opus Metricum, a mais antiga biografia de Celestino V. A obra está organizada em três partes, compostas em hexâmetro dactilico, e baseadas na breve autobiografia de Celestino. A primeira parte, escrita antes de Stefaneschi se tornar cardeal, é um relato em três volumes da eleição, reinado e abdicação de Celestino. A segunda parte, escrita cinco anos depois, dá conta da eleição e coroação de Bonifácio VIII A parte final, em três volumes, descreve a vida de Celestino após sua abdicação, sua canonização e vários milagres.
Em 1319, Stefaneschi uniu as três partes e as enviou, juntamente com uma epístola dedicatória, ao prior e aos monges de San Spirito em Sulmona, a casa-mãe dos celestinos. Foi publicado com uma introdução em prosa dando detalhes sobre a vida de Stefaneschi, e editado pela primeira vez por Papebroch, Acta Sanctorum, IV, maio, 436-483.
A Enciclopédia Católica descreve o Opus Metricum como um importante recurso histórico, mas "desprovido de toda a excelência literária" e "extremamente desajeitado e bárbaro".

### Outros trabalhos
As outras obras de Stefaneschi são:
- Liber de Centesimo sive Jubileo, editado por Quattrocchi em "Bessarione" (1900), um relato do primeiro Jubileu Romano, realizado em 1300
- Liber ceremoniarum Curiæ Romanæ, um livro de cerimônias a ser observado na Corte Romana
- Vita S. Georgii Martyris, uma hagiografia de São Jorge, o padroeiro da igreja titular de Stefaneschi
- "Historia de miraculo Mariæ facto Avinione", uma breve narrativa de um jovem, condenado à morte em Avinhão, sendo milagrosamente libertado pela Virgem Maria